# Myrmecomantis atra
Myrmecomantis atra Giglio-Tos, 1913 è un insetto mantoideo della famiglia Amorphoscelidae. È l'unica specie nota del genere Myrmecomantis.